# Erzeparchie Mosul (Syrer)
Die Erzeparchie Mossul der Syrer (lateinisch Archieparchia Mausiliensis Syrorum) ist eine mit der römisch-katholischen Kirche unierte syrisch-katholische Erzeparchie mit Sitz in Mosul im Irak. Die Diözese wurde 1790 gegründet.
Im Juli 2014 wurde der Bischofssitz in Mosul während der Irakkrise 2014 von ISIS-Kämpfern in Brand gesetzt.

## Ordinarien
- Cirillo Benham Benni (1862–1893), später Patriarch von Antiochia
- Grégoire Pierre Habra (1901–1924), später Erzbischof von Damaskus
- Atanasio Giorgio Dallal (1926–1951)
- Jules Georges Kandela (1952–1959)
- Cyrille Emmanuel Benni (1959–1999)
- Basile Georges Casmoussa (1999–2011)
- Boutros Moshe (2011–2021)
- Younan Hano (seit 2023)